# Eupomatia laurina
Eupomatia laurina là một loài thực vật có hoa trong họ Eupomatiaceae. Loài này được R.Br. mô tả khoa học đầu tiên năm 1814.